# Râca, Argeș
Râca este satul de reședință al comunei cu același nume din județul Argeș, Muntenia, România.
CADRU GEOGRAFIC
Satul Râca este așezat pe paralela 45 și pe meridianul 33 grade latitudine nordică. Se află în sudul județului Argeș, aproximativ la jumătatea drumului județean Popești-Căldăraru (Miroși), pe partea dreaptă a Pârâului Bucov, pe  dealurile aceluiași pârâu.
Relieful este alcătuit din partea nordică a câmpiei  Găvanu –Burdea și este format din dealuri și văi înguste. La sud se mărginește cu comuna Siliștea-Gumești, din județul Teleorman, la nord, cu comunele Ungheni și Izvorul de Jos, la est are ca limită râul Teleorman, satele Palanga, Popești, Slobozia-Trăznitu și Tătărăștii de Sus. Iar la vest, comunele Miroși și Căldăraru, având ca limită linia fierată Roșiori-Costești.
Ca forme de relief predomină câmpia ( câmpia Găvanu-Burdea) și dealurile Bucovului și Teleormanului. În partea de est se află dealurile Teleormanului, care vin dinspre Costești și se pierd dincolo de Tătărăști, atingând în unele locuri 200 m. înălțime.; la nord, dealurile Bucovului și Piscului; la vest- dealurile Strâmbei și în interior dealurile Barbeșului și Purcarului.
Câmpiile mai importante sunt: Coșcovele, Izvoarele, Strâmba și Tudoria.
Dintre ape, râul cel mai apropiat de sat, cu debitul cel mai mare este Teleormanul care izvorăște mai jos de Slătioare și merge paralel cu drumul național Pitești-Costești-Alexandria, vărsându-se în râul Vedea. Râul Câinelui sau Strâmba, pe a cărei vale s-a aflat localitatea Râca până la 1830, se găsește la vest de sat, pornind din Câmpia Burzii și trecând prin comuna Siliștea-Gumești. Râul Bucov izvorăște din Humele și trece prin sat despărțind satul Bucov de Râca, vărsându-se în dreptul satului Tătărăști în râul Teleorman. Mai menționăm Barbeșul care pleacă din dreptul morii și se varsă în pârâul Bucov și Purcarul care străbate Râca, despărțind-o în două: Râca -Veche și Râca -Nouă și se varsă tot în Bucov.Aceste ultime două pârâiașe curg doar atunci când plouă mai mult sau când se topesc zăpezile.
Văile mai importante sunt: Valea Bucovului, din care face parte și Valea Ghiincioaei, Grădinării (La fântâna lui Cărămidă), Vălceaua Adâncă, între Palanga și Râca, la jumătatea drumului, Vâjietoarea, Valea Teleormanului, Valea Strâmbei și Valea Plescării.
Flora și fauna comunei
Flora:
Vegetația zonei este reprezentată bogat:
Pădurile au ocupat o mare zonă pe aceste meleaguri, făcând parte din marii codri ai Teleormanului. Cele mai importante păduri ale comunei au fost: pădurea Popilor, Bobatea, Șapte-Boi, Piscului, Academiei (sau pădurea Bucovului) și Cracului. Au mai existat păduri și pe dealurile Strâmbei și Plescării dar s-au defrișat. Toate aceste trupuri de păduri se legau cu faimoșii codri ai Vlăsiei și țineau de la Dunăre până pe sub dealurile Costeștilor.
Codrii Teleormanului cuprindeau arbori variați: fagi, stejari   ( local numiți tufani), arțari, aluni, corni, tei, frasini, ulmi, jugaștri, salcâmi, ghiorghinari (porumbari), măceși, cireși sălbatici, peri sălbatici, răsuri, carpeni, sângerul, aninul, măceșul, alunul, mărăcinișuri și mai rari, socul și salcia mai mult pe albia râurilor. Fagii, care altădată se întindeau peste tot, au dispărut cam de 100 de ani, rămânând doar amintirea lor în toponimicul La Fagi, o tarla de pământ între Palanga și izvorul de Jos, care altădată aparținuse satului Bucov. De asemenea și ulmul e pe cale de dispariție cam de 30-40 de ani, iar în ultimul timp au început să se usuce și stejarii și salcâmii.
Ca plante sălbatice în zona noastră cresc: sulfina, drăgaica, aglicele, cimbrul, nalba, cucuta, sunătoarea, măselarița, pălămida, mărăcinele, păpădia, rodul pământului,  rostopasca, iarba, cicoarea, coada șoricelului,  floare paștelui,laptele cucului, rodul pământului, usturoiul sălbatic (purul), măcrișul, coada cocoșului, nalba sălbatică, untișorul, cicurașul, bozul, costreiul, osul iepurelui, mohorul, loboda, știrul, murul, pirul, troscotul, floarea țigăncii, căpșunul,, ciuperca, ceapa ciorii, buretele, sorbul, fust păsăricii sau volbura, iarba mare, hreanul, scaietele, mușețelul, talpa-gâștii, coada vacii, etc. Flori: micșuneaua, mărgăritarul, vioreaua, turcaletele, brebenelul, drăgaica, aglicea, garoafa, busuiocul, călțunașul, sălcioara, stânjenelul, crinul, bujorul, macul sălbatic. Plante de apă: papura, țipirigul, trestia, barba caprii, lumânărica, laurul, cucuta, susaiul, izma,
Ca plante furajere cresc: trifoiul, lucerna, dughia, măturile, borceagul, etc. Inul, cânepa și bumbacul  care au fost cultivate cam până în 1955, au dispărut. Tutunul s-a cultivat până prin anul 1960, după care a dispărut.
Cerealele cele mai importante care s-au cultivat și se cultivă și astăzi sunt: grâul, porumbul, ovăzul, orzul și secara. Acum se cultivă și rapița pentru  În trecut se cultiva și meiul pentru mămăligă, dar cu timpul a dispărut.
Ca plante legumicole se cultivă mazărea, fasolea, varza, roșiile, prazul, ceapa, usturoiul, cartofii și morcovii.
Dintre pomii fructiferi menționăm: zarzărul, prunul, nucul, mărul, părul, la care se adaugă arbustul vița-de-vie.
Fauna zonei:
Ca animale domestice oamenii cresc vaci, capre ,mai puține oi, deși în trecut ocupația de bază a fost oieritul,  cai, măgari și  tăurași. În trecut oamenii creșteau și boi pentru muncă, astăzi însă nu mai cresc aceste animale. Dintre păsările domestice menționăm: găina, curca, rața, rața leșească, bibilica și gâsca.
Dintre animalele sălbatice mai trăiesc prin pădurile nostre vulpea, iepurele, șobolanul, șoarecele, rar de tot, lupul, porcul mistreț, castorul, veverița, broasca, șarpele, șopârla, gușterul, brotăcelul, vipera,( mai rar) melcul, pisica sălbatică, nevăstuica, ariciul, cârtița, liliacul, dihorul. Ca păsări sălbatice trăiesc coțofana, cioara, pițigoiul, cucul, pupăza, rândunica, cinteza, privighetoarea, ciocănitoarea, bufnița, ciuhurezu, guguștiucul, porumbelul  sălbatic, gaița, barza, pitulicea, dropia, potârnichea, turtureaua, vrabia, cârsteiul, grangurele,  eretele, prigoria sau ploierul, corbul, cioaca, ciuful,pițigoiul, uliul, -oricarul, iar pe lacul de la Baraj au apărut și pescăruși.
Insecte sau alte viețuitoare: musca, bondarul, țânțarul, furnica, viespea, păiajenul, greierul, fluturele, albina sălbatică, gândacul de bucătărie, rădașca, croitorul, urechelnița, viermele negru, cărăbu-ul sau găinușa, gândacul verde, gărgărița de iarbă și cea de bucate, lăcusta galbenă, coropișnița, calul dracului, căpușa.
Pești: crapul, țiparul, vârluga, caracuda, soreața.
Clima localității este temperat-continentală, cu influiențe răsăritene. Iarna bat vânturi puternice din est cu viscole aduse de crivăț, iar vara bate austrul din vest. Băltărețul bate din sud și este aducător de ploaie și belșug. Iernile sunt aspre și cu precipitații bogate, iar verile secetoase și uscate. În ceea ce privește zăpada, grosimea stratului variază între  10 cm. și 1, 60 m, iar la adăposturi se așază troiene de 7–10 m, cum a fost în februarie și martie, anul 1953. Media precipitațiilor pe ani variază de la an la an. Iată câteva exemple: 1956-584,7 l/m pătrat,1957- 674 l/ m pătrat, 1958- 398,5 l/ m. pătrat. Mersul anotimpurilor este foarte neregulat, primăvara ține doar câteva săptămâni sau,și mai puțin, precedată de topirea zăpezilor și sfârșind cu sosirea păsărilor călătoare. Atunci Bucovul se umflă și inundă așezările omenești din preajmă sau grădinile oamenilor. Toamna  este cunoscută doar prin scurtarea zilelor și prin vântul care scutură frunzele pomilor. . Căldura verii continuă să scadă încet până prin octombrie, iar în noiembrie, decembrie începe iarna. Vara începe de prin luna mai, atingând în iulie temperaturile cele mai înalte. În august încep vânturile toamnei cu primii fiori ai frigului. Iarna își atinge apogeul în ianuarie la <Bobotează>, când gerul este năpraznic și se numește gerul bobotezei. Luna februarie ferecă și desferecă, îmbinând zilele geroase cu cele dulci.  Ploile cad neregulat și cu zgârcenie. Cel mai secetos anotimp este vara și cel mai ploios este toamna. Când iese nor mare de la Cornul Caprei, înseamnă că plouă. De la răsărit vin ploile mari, vlogul sau zăpada, dela apus vine seceta.
Temperatura iarna scade până la minus 28 de grade Celsius și chiar mai mult (cum a fost în anul 1929), iar verile se ridică până la 42-43 de grade celsius, cum a fost în anul 2007. Media maximă este de plus 17,4 grade, iar media minimă de minus 7 grade. Presiunea atmosferică atinge anual media de 758 mm Hg coloană de mercur.
Precipitațiile atmosferice sunt cam sărace. Fiind așezată între două văi (cea a Teleormanului și a Strâmbei), precipitațiile sunt duse de curenții de aer pe aceste văi, văduvind localitatea de apă, de aceea și solul este mai puțin darnic cu oamenii. Cu toate acestea menționăm două inundații care au afectat și recoltele- cele din vara anului 1975 și 1980. Au mai fost mari inundații și  în anii 1897,1941. <În 1877-1878 a fost o zăpadă mare, numită zăpada turcilor. Se spune că era aproape cât gardurile și că treceau ai noștri cu prizonierii turci spre Pitești pe <Drumul ăl Mare>, iar care turc cădea alături, se scufunda în jos și nu  mai putea ieși, fiind și slăbiți de drum. Și primăvara, erau numai oase de turci pe marginea drumului.> (Povestită de bătrânii satului)
CADRU ISTORIC
Istoricul satului Râca
Pe aceste meleaguri a existat viață din preistorie. Bogdam Petriceicu Hasdeu, pomenește localitatea Râca printre cele 95 de localități din Muntenia, unde s-au găsit urme ale <unui trai antic urban>. La locul numit Odaia-Veche, pe Dealurile Bucovului , în Tudoria și în Pădurea Academiei la punctul numit Fântâna cantonului s-au găsit urme ale trecutului nostru milenar. La Odaia Veche și pe Valea Ghiincioaei (Dealurile bucovului) cu ocazia arăturilor adânci de toamnă și a săpăturilor pentru plantarea viței-de-vie, între anii 1962-1964,   s-au găsit ciocane și topoare din piatră șlefuită, ceramică, unelte din silex, precum și vârfuri de săgeți și de sulițe, datând din neolitic.
Continuitatea de viață omenească este confirmată și de urmele unei cetăți geto-dacice pe locul numit Tudoria, pe Loturile Gulinoaei.
E greu de precizat o dată anume când s-a  înființat comuna noastră și cred că nici nu există  vreo mărturie în nicio arhivă. La începuturi, pe Valea Strâmbei, a fost o mână de băștinași care și-au ridicat bordeiele la marginea pădurii, pe malul Strâmbei. Lângă ei s-au adăugat câteva familii de ungureni, din Transilvania, veniți cu turmele la păscut pe aceste meleaguri. Amplasamentul inițial al comunei era pe Valea Strâmbei, cam la 6–7 km spre vest de actuala așezare.
Denumirea  satului de Râca, după filologul Gabriel țepelea, ar fi fost dat de ciobanii ungureni, stabiliți pe aceste meleaguri. Coborârea ungurenilor din Transilvania a avut mai multe cauze. Unii erau păstori și coborau cu mioarele în fiecare toamnă până la Dunăre, rămânând printre băștinași, alții- mai târziu- fugeau de serviciul militar austro-ungar sau de apăsarea robotei grofilor și de obligația de a-i trece pe români la religia catolică. Numărul ungurenilor  din Muntenia este, la un moment dat, așa de mare încât, în anul 1813, Ion Vodă Caragea înființează un comisariat al ungurenilor care se numea <isprăvnicia dă ungureni>1 Ungurenii care coborau cu oile se mai numeau și poenari (cei din părțile Sibiului), bârsari sau mocani (cei din țara Bârsei).
În anul 1418, coborârea ungurenilor este atestată și în documente. Mihai, fiul lui Mircea, consimte ca privilegiul acordat de tatăl său ciobanilor din Cisnădie- acela de a paște oile în regiunile muntoase ale țării Românești- să fie prelungit2. Ungurenii poenari s-au stabilit pe văile Topologului, Argeșului, Vâlsanului, Teleormanului și mai la vale, pe Valea Strâmbei3
După coborârea ungurenilor, toponimia locurilor se împarte în <pământeni> și <ungureni>: Albești-Pământeni și Albești-Ungureni; Căpățâneni-Pământeni și Căpățâneni-Ungureni; Cepari-Pământeni și Cepar-Ungureni; Oești-Pământeni și Oești-Ungureni; Berevoiești-Pământeni și Berevoești-Ungureni, etc. Urme ale ungurenilor se mai păstrează și în toponimice ca: Ungureni-Sat, (în comunele Băbeni, Titulești, Brăduț- la Curtea-de-Argeș), Ungureanu-Valea Iașului, Ulița Ungurenilor, Râca.
O serie întreagă de nume de localități din Muntenia amintesc de numele localităților din Transilvania din care proveneau ungurenii, fiind un fel de surori ale lor: Lisa, Poenari, Stâna Secelenilor,, Bran( Căpățâneni), Galeș(Băduleț), patru toponimice Bârsești, etc.
Un termen care atestă coborârea ungurenilor din Transilvania este și numele satului <Râca>( rămas în toponimicele Râca-Veche, Râca-Nouă, Lacul Râchii). Acest termen apare și în regiunea Târnavelor cu sensul de <groapă mică, făcută în pământ> cu scopul de a marca limitele unei proprietăți. În alte regiuni, ca Poiana Sibiului, <a trage o râcă> înseamnă < a marca, a trage o dungă, o linie, pe pământ, cu o bucată de lemn, ascuțită>, căpătând sensul de <hotar>. De la sensul de <hotar>, s-a ajuns în Muntenia, la sensul încetățenit de <ceartă, sfadă, pismă> datorită faptului că oamenii au început să se certe pe aceste <râci>(-hotare), sens pe care îl înregistrează și limba literară1, deși verbul corespunzător- a râcâi- își păstrează sensul inițial de  < a scurma pământul, a zgâria cu unghiile sau cu ajutorul unui instrument)
Trebuie să menționăm că mai e o localitate cu acest nume, tocmai în nordul Maramureșului, la granița cu Ucraina, precum și un pârâiaș care se varsă în Ruscova, cu numele împrumutat de la această localitate. Și localitatea Râca din Maramureș are aceeași origine- de la ciobanii ungureni ce mergeau cu turmele și în Nord, pe ambii versanți ai Carpaților., dar sensul de <ceartă> în acele locuri e necunoscut.
La origine, <rika>- cu sensul de gaură, crăpătură, linie de demarcație, are corespondențe într- serie de limbi indo-eoropene cu sens apropiat, venit poate din ebraică, deși DLRM2 îl înregistrează dintr-un vechi <ruka> sau <rukati> ( a râcâi). Pentru detalii mai amănunțite vezi G. Giugulea și M. Homorodean.
Un exercițiu de imaginație ne face să presupunem că la începuturi faptele s-au petrecut astfel: Pe aceste meleaguri existau faimoasele păduri ale Teleormanului. Cuvântul teleorman, după cum am văzut e de origine cumană, un popor turcic, deli-orman însemnând <pădure deasă, pădure nebună> La începuturi oamenii au început să pălăngească ( să taie) aceste păduri seculare (vezi satul Palanga) și au făcut poene (vezi satul Poeni) sau siliști  ( numai în Dobrogea sunt 85 de Siliști), iar la noi vezi satul Siliștea_Gumești, Siliștea-Grozii, poene pe care creșteau flori mirositoare (Vezi satul Miroși), făcându-și bordeie și ocupând în jurul lor câteva prăjini de pământ, pentru a înjgheba câte-o mică gospodărie. Aceste câteva prăjini de pământ erau despărțite între ele prin <râci>, un fel de șanțuri care le despărțeau prin râcâire care mai pe urmă   s-au numit hotare, răzoare despărțite prin garduri de nuiele. Din cauză că oamenii au început să se certe pe aceste hotare  (râci), termenul a căpătat sensul de ceartă, pierzându-și sensul de bază.
Localitatea era așezată la jumătatea drumului dintre Roșiorii-de-Vede care se numea <Drumul ăl Mare> și orașele muntene(ce făcea legătura cu orașele Alexandria, Roșiori, Pitești, Curtea-de-Argeș și Câmpulung), pe marginea căruia s-au format o serie de sate cum ar fi Strâmbeni, Ungheni, Humele,etc. Dacă ar fi să-l credem pe Bogdan Petriceico Hașdeu, satul Râca s-ar fi format pe ruinele unei așezări antice care a dispărut, lăsând doar câteva searbede urme.
Primul document care vorbește despre aceste meleaguri este un Hrisov din anul  1525 al domnitorului Vladislav-Voievod pe care Preotul Gheorghe Șolzănescu îl prezintă ca argument, în favoarea sătenilor, inginerului  hotarnic care a hotărnicit moșia Râca-Pasărea, pentru stabilirea vechilor hotare. Existând certuri între localități, Preotul vine cu acest Hrisov și-l prezintă inginerului hotarnic care trasa hotarul comunei ca argument. Hrisovul este tradus pre limba românească de pe hrisovul slavonesc de <Lupii Dascălu de la  Școala Domnească din Bucureșt. Iar unde nu nu s-a putut cunoaște cuvintele la slavonie, fiind cuvinte șterse, am lăsat loc nescris.> Semnează:A Lupi Dascălu Slvonescu i Pisac. Vom cita un fragment din el: < Cu mila lui Dumnezeu, Io, Vladislav-Voievod și Domn a toată țara Românească, feciorul Marelui și Prea Bunului Vladislav-Voievod (  să fie vorba de un urmaș al lui Vlad țepeș?)- Dat-am Domnia mea această poruncă a Domnii mele Jupânului Vișan, Logofătul, și Popii Drăgoi cu frații lui și lui Drăgoi cu feciorii lui și lui Voicu cu frații lui și lui Șerban cu frații lui și lui Dragomir cu frații lui și lui Oancea cu feciorii lui și lui Tudor cu feciorii lui câți Dumnezeu le va dărui ca să le fie moșia Unghiului de la Plescărița până la Valea Scoruș la Barghele(…)  pentru că s-au înfrățit și au însoțit (  loc nescris) pentru că sunt bătrâne și drepte moșii și de baștină și cumpărate încă în zilele lui Vladislav-Voievod țepeș, stătătoare și ohabnice lor și feciorilor lor…( Vezi documentul întreg la finele monografiei).
```
Pentru cunoașterea împrejurărilor întocmirii acestui Hrisov, arătăm că țara Românească a avut trei domnitori cu acest nume: pe Vladislav I Vlaicu care a domnit între anii 1364-1377), pe Vladislav al-II-lea, fiul lui Dan I, care a domnit cu intermitență între anii 1447-1448;1448-1456 și pe Vladislav al-III-lea care a domnit între anii 1523,1524,1525 și care se consideră feciorul marelui și preabunului Vladislav –Voievod, deși unii istorici îl consideră un pribeag din imperiu (probabil din imperiul turcesc). Vladislav al-III-lea vine prima dată la domnie în anul 1523, numit de sultan1 pentru câteva luni și-l detronează pe Radu de la Afumați, care devenise ostil turcilor. Fiind certuri între cei doi, la 24 mai, anul 1524, turcii ocupă din nou țara și-l reinstalează iar  ca domnitor pe Vladislav-Voievod, pentru ca, în septembrie 1524, Radu de la Afumați să se afle din nou în scaun cu ajutorul Băniei Craiovene, reinstalare importantă pentru țara Românească deoarece, în cursul ei, sultanul a renunțat la intenția de a transforma țara în pașalâc și a acceptat să trateze cu românii <în vechile condiții>. Radu de la Afumați a mers la Poartă2 îndecembrie 1524-ianuarie 1525 și a obținut recunoașterea ca domnitor, încheind un tratat (foedus) în care se prevedea ca sultanul să numească domn pe unul dintre românii aflați la dânsul, iar românii să plătească tribut tot ca mai nainte (…), iar turcii să nu mai aibă după aceea nicio putere în provincie.3 Luptele pentru domnie n-au încetat, ajungându-se chiar în situația a două domnii concomitente în țară, ca cea din  anul 1525, an în care se găsesc documente emise atât de Radu de la Afumați ( pe 24 iulie și 8 septembrie) care se afla în capitala Târgoviște, cât și de Vladislav al –III-lea ( pe 19 aprilie, 30 mai, iulie (fără zi) șI 18 august) care se afla la București.
```

Deși documentul nu pomenește nimic despre Râca,Preotul Gheorghe Șolzănescu îl prezintă inginerului hotarnic pentru a demonstra că aceste meleaguri au aparținut comunei de la Plescărița până în Valea Scoruș. Satul era așezat pe această moșie și boierii despre care e vorba în Hrisov erau din Râca.
Primul document în care apare numele satului de <Râca> este un hrisov emis de cancelaria lui Radu Mihnea-Voievod la 14 iulie 1615 ( reprodus în anexe) din care reiese că localitatea era vestită în vinărit și aparținea ca sat mânăstiresc, dăruit Mitropoliei de Târgoviște.
La data de 10 august 1685, Mitropolia de Târgoviște scria Popii Gheorghe din Râca, ce avea în subordine un schit de călugări, să lase biserica în pace și pe călugări să ia venitul moșiilor. Acest schit de călugări era închinat Mânăstirii Aninoasa din Muscel de către Monahul Macarie, fiul lui Bogoslav.
În anul 1680, uncheșul Dragomir, un urmaș al celor ce primiseră  o parte din moșie de la Vladislav-Voievod, neavând moștenitori, face danie partea lui Mânăstirii Aninoasa. Iar în anul 1684 și Tudor, sau Tudorache, urmează exemplul fratelui său, Dragomir, făcând danie aceleiași Mânăstiri Aninoasa satele Râca și Strâmba (astăzi dispărut). Acest Tudorache fusese vel-clucer, boier care se ocupa cu aprovizionarea curții domnești și, pentru loialitatea lui, fusese blagoslovit cu cele două sate.
Între anii 1685 și 1830, moșia Râca s-a desprins de mânăstiri fiind  răscumpărată deoarece la 1830 aparținea Serdarului Tudorache Râculescu care și el la rândul lui prevăzuse în testament să o lase ca danie Mânăstirii Pasărea după moartea lui. La 1840 hotarele moșiei erau următoarele: La răsărit moșia Izvorul a lui Tache Budișteanu și moșila lui Aga Costache Bellu din Tătărăști. La apus moșia Ciocești și Băbeni- Negoiu, moșnenească. La miazăzi se învecinează cu moșia Râculeasa a răposatului medelnicer1 Tudorache Serdarul și cu moșia Chelească moșnenească. La miază noapte din Valea Bucovului până în Valea Burdea cu moșia Strâmbeni, moșnenească. Moșia Strâmbeni a fost a sfintei Mânăstiri Aninoasa din județul Muscel și o găsim până la 1810-1830 în actele vechi sub denumirea de Strâmba, iar după 1830-1842 sub numele de Burdea-Căldăraru. Din anul 1864 s-a dat drept loturi sătenilor din cătunele Betegi și Ciuculești din satul Bucov de către domnitorul Alexandru Ioan Cuza, odată cu secularizarea averilor mânăstirești.
Satul Bucov (fără Purcărești) este așezat pe Moșia medelnicerului Tudorache Serdarul, cel ce a dat-o prin testament la 1830 Sfintei Mânăstiri de maici Pasărea din județul Ilfov. De la acestă mânăstire a fost  trecută în patrimoniul statului și cumpărată de un român din Năsăud pe nume Ioan Chițu. În anul 1894, Ioan Chițu cumpără moșia cu actul nr.3 din 4 martie 1885 și îl angajază ca inginer hotarnic pe inginerul cadastral Constantin Lupescu din București, Strada 11 iunie nr.9, care întocmește <Cartea de hotărnicie a moșiei numită Râca- Pasărea din Districtul și Plasa Teleorman, pendinte  de comuna Bucov-Adunați, proprietate a domnului Ioan Chițu, domiciliat în București, Strada Speranței, nr.28, operată de Inginer hotarnic Constantin Lupescu pe baza ordonanței de autorizațiune a Domnului Președinte al Onor Tribunalului de Teleorman sub nr.8339 din 15 aprilie 1894.> cu următorul conținut: <În ziua de 18 august, anul 1894, susnumitul inginer hotarnic citează un număr de 21 de autorități administrative pentru a se stabili vecinii moșiei.
Au fost citați: Ștefan Bellu pentru moșia Tătărăști, Nicolae Butculescu pentru moșia Mândra, Elena Maco, născută Bălăceanu  ( urmașă a familiei lui Constantin Aga Bălăceanu) pentru moșia Miroși: colonel Petru Maco pentru a da autorizație susnumitei soții, Ioan Chitu pentru moșia ce se hotărăște acum, obșea moștenilor Diaconești ce se trag din moștenii Râculești (Bucov-Adunați) pentru moșia lor Râca, obștea moștenilor din cătunul Adunați, comuna Strâmbeni pentru moșia lor, Adunați ( nn. cătunul Adunați este comuna Căldăraru?), obștea locuitorilor din comuna Bucov-Adunați pentru terenurile cu care au fost împroprietăriți la 1864 din moșia Râca-Pasărea, obștea locuitorilor din cătunul Purcărești, comuna Popești-Palanga, împroprietăriți pe moșia Tătărăști a lui Ștefan Bellu, obștea locuitorilor din cătunele Betegi și Ciucilești, împroprietăriți la 1864 pe moșia Burdea-Căldăraru, obștea locuitorilor cu terenuri cumpărate de stat din aceeași moșie, obștea locuitorilor din cătunul Căldăraru, comuna Strâmbeni, împroprietăriți pe moșia Burdea-Căldăraru, Primarul comunei Bucov-Adunați ca reprezentant al obștei moștenilor Diaconești ce se trag din Râculești, primarul comunei Buco-Adunați ca reprezentant legal al obștei locuitorilor împroprietăriți la 1864 pe moșia Râca-Pasărea, proprietatea domnului Ioan Chițu, primarul comunei Popești-Palanga ca reprezentant legal al obștei locuitorilor împroprietăriți la 1864 pe moșia Tătărăști, primarul comunei Bucov-Adunați reprezentant legal al obștei locuitorilor pentru Strâmbeni, reprezentant legal al obștei locuitorilor ce au terenuri cumpărate din moșia statului Burdea-Căldăraru.
În ziua de 18 august, anul 1894 definită de subsemnatul prin citațiuni și publicată și prin Monitorul Oficial sub nr.32 din 12 (24) mai anul 1894 pentru operațiunea alegerii hotarelor Moșiei numită Râca-Pasărea, proprietate a domnului Ioan Chițu, fiind procedura îndeplinită și aflându-mă în fața locului, unde, mai întâi domnul Ioan Chițu, proprietarul moșiei ce am hotărnicit, mi-a înfățișat următoarele documente, acte și planuri care sunt: <Anul 1830, luna iunie…, În copie legalizată de Direcția Arhivelor Statului în 12 august 1894 sub nr.430. (Vezi Testamentul Serdarului Teodorache Râculescu din anexele lucreării) și iată <Foaia arătătoare de toate semnele ce sunt hotare de jur-împrejur la Moșia Râca-Pasărea a doamnei Cocoanii Anichii Râculesii din anul 1849, aprilie, 15: Numărul semnelor:  1-îi. Capul despre răsărit să hotărăște în matca unei văi ce-i zice Bucovul; 2-lea. Am luat-o cu mergerea pe marginea despre nord spre apus pe hotarele ce sunt mijloc între moșia Aninoasa și între moșia Râca; 3-lea.De la capul despre răsărit pe marginea susnumită este un șanț despărțitor hotar până în dreptul satului Aninoasei și se isprăvește; 4-lea. Merge hotarul tot pe margine prin niște mărăciniș șu un drum părăsit până la niște ulmi curățați și un tufan strâmb între hotare; 5-lea Mers-am tot înainte spre apus până am dat de coasta unei văi ce i se zice Coșcovele lângă un Crânguleț de mărăcini; 6-lea.  De aici s-au făcut un hotar iar de drum, hotar despărțitor între moșia Aninoasa și între Râca, până ce am trecut drumul Piteștilor și acolo am găsit o moviliță mică lângă drum, spre apus; 7-lea; Mers-am tot nainte până ce am trecut o vale ce-i zice Strâmba și în muchia văii este o dolioară de drum vechi hotar; 8-lea. Mers-am tot înainte spre apus și am mai trecut două vălele până o am dat în cap despre apus în Valea Plescăriții la satul Adunați.(Căldăraru);  9-lea. Am luat-o pe matca văii la capul ce este despărțitoare cu moșia Adunați și cu Râca-Nouă ( este vorba de Râca-Veche, mutată pe amplasamentul de azi) tot pe matca văii spre miazăzi și am mers până ce am lovit cu colț cu moșia megieșească spre nimizi la doi tufani despărțitori de hatar; 10.  Am luat-o de acolo pe marginea dinspre nimiezi ce se hotărăște cu moșia megieșească spre răsărit și însă mimând semnele cele în jos arătate; 11. Viind pe lângă o lăscioară de mărăcini de rogoz, până ce am dat la un ulm mare în muchia Văii Strâmba, de aici am pogorât devale și am venit prin hodaia lui Alexe ( o casă rămasă pe vechiul amplasament al satului Râca_-Veche) în vale; 12. Am luat-o pe hotar ce este însemnat până am dat într-un drumeag ce este despărțitor între moșia Cocoanei Anichii și între moșiile megieșe și am venit la sat despre răsărit prin niște tufani curățați ce sunt lăsați hotar pe marginea de la tăierea pădurii cocoanei Anichii Râculeasa ce ai vândut-o d-nei de au tăiat-o. 13. De acolo vine drept pe despre nimezi la biserică spre răsărit până ce dă în matca Văii Bucov, iarăș la căpătâi și se isprăvește. 1849, aprilie, 15. Martori semnați: Costache Alesu, Barbu Dragne, Stancu Marin, toți aleși,  Alexe Vlaicu,       Pârvu  sin Diaconu Stancu,   Popa
Marin, Dragomir sin Diaconu Stancu, Diaconu Stancu, Mathei Logofăt față și Marta>
După datele menționate mai sus documentele se înmulțesc, Râca devine Căpitănie a Înaltului Scaun al Dreptății pe lângă Domnie, un fel de centru militar al mai multor localități, jucând un rol administrativ dar și judecătoresc pe lângă Vornicie.
După anii 1800-1830 comuna Râca ce se găsea în vechea vatră din Strâmba începe să fie părăsită de locuitori, mutându-se cam la 6 km. spre răsărit, lângă satul Bucov, pe dealurile din stânga ale apei Purcarului, începând de la Drumul de Apă, formând un nou sat, numit Râca-Nouă. Deja pe la 1833 satul Râca din Strâmba (numit acum Râca-Veche) e ignorat de stăpânire și apare pe Harta administrativă a țării Românești din 1833 pe noul amplasament, având ca nucleu cătunul Moșteni, sub denumirea de Râca-Nouă.
Într-un Extras din catagrafia statistică făcută în anul 1810 din ordinul armatelor rusești de ocupație (document păstrat la Academia Română în manuscris cu litere chirilice) satul Râca-Nouă, cu biserica cu hramul Sf. Dumitru, avea șase preoți și doi diaconi la o populație de 435 de suflete, din care 250 de suflete erau bărbați și 185 de suflete erau femei, în timp ce satul Râca-Veche pe vatra din Strâmba cu biserica de lemn cu hramul Sfântului Paraschiv, mai avea doar un preot și 2 diaconi la o populație de 220 de suflete, din care 99 de suflete bărbați și 121 de suflete femei. După cum se vede populația din Râca-Nouă se dublase, față de populația din Râca-Veche.
După mutarea tuturor locuitorilor din satul Râca-Veche în satul Râca-Nouă, este rândul acestui sat nou să se numească Râca-Veche, deoarece, ca urmare a măririi natalității și a venirii altor locuitori din alte localități (Siliște, Bucov, Popești, Palanga și din Moldova), s-a format la sud de Râca-Veche satul Râca-Nouă, denumire ce se menține și în prezent.
În anul 1853 satul se afla împărțit în două Râca-Veche din Strâmba se numea Odaia-Veche cu cca. 40-50 de fumuri și satul Râca-Nouă, pe nouă amplasament. Mutarea satului s-a făcut din două motive. Primul motiv era că pământurile erau departe de satul lor și erau jefuite de stăinași. În al doilea rând, moșierul fanariot Gherasie Guma care avea o mare moșie ce se întindea până la hotarul comunei noi, Râca, avea nevoie de brațe de muncă și a intervenit la stăpânire pe lângă Înaltul Scaun al Dreptății pentru a se face această mutare.
Pe Harta Statului Major Austriac din 1853 găsin satul Râca despărțit în două, Râca-Nouă și Râca-Veche, hartă pe care alături de Râca, găsim și satele Bucov, Adunați și Pistolești (dispărut astăzi), cam în următoarea schemă:
Între Râca-Nouă de pe noul amplasament și Râca-Veche de pe vechiul amplasament era un drum care le lega pe lângă Fașa bisericii, numit drumul moștenesc care avea legături directe cu Odaia-Veche, apoi cu Moștenii, cu neamurile lor : Popii, Ungurenii, Pernii, Buleștii, Bataleștii etc.
În anul 1970 profesorul Penescu Athanasie cu Popescu  Victor , tehnucuan-agronom, au adus de pe vechea vatră din curtea fostei biserici din Râca de la Strâmba, Crucea  care a pus bazele înființării comunei pe care scria cu litere chirilice numele locuitorilor care au pus bazele acestui sat. Din păcate, astăzi, datorită eroziunii ploilor și vântului, toate aceste nume s-au șters. Crucea se află în curtea Căminumlui Cultural Râca, legată cu fier beton de un păr bătrân, ca amintire a vechii localități.
Râca-Nouă de astăzi s-a format prin roire în a doua jumătate a secolului al-XVIII-lea, lângă Râca-Veche pe partea dreaptă a râului Purcaru. Acest sat a fost mult timp aparținător de comuna Siliștea-Gumești, dar mai tot timpul a avut legături cu satul Râca-Veche. Din punct de vedere religios, satul a fost tot timpul în parohia Râca-Veche, oamenii aici au venit la biserică și aici și-au îngropat morții în cimitirul din spatele bisericii. Ei au muncit pe moșiile boierilor Guma și Bellu și tot din aceste moșii au fost împropietăriți la 1864, 1878,1918 și 1946.